# NGC 2839
NGC 2839 је елиптична галаксија у сазвежђу Рис која се налази на NGC листи објеката дубоког неба.
Деклинација објекта је + 33° 39' 4" а ректасцензија 9h 20m 36,3s. Привидна величина (магнитуда) објекта NGC 2839 износи 14,2 а фотографска магнитуда 15,2. NGC 2839 је још познат и под ознакама MCG 6-21-23, CGCG 181-31, PGC 26425.